# Kanton Verdun-Ouest
Kanton Verdun-Ouest (fr. Canton de Verdun-Ouest) byl francouzský kanton v departementu Meuse v regionu Lotrinsko. Tvořily ho dvě obce. Zrušen byl po reformě kantonů 2014.

## Obce kantonu
- Sivry-la-Perche
- Verdun (západní část)